# Orphale Crucke
Orphale Crucke (Ronse, 9 december 1947) is een voormalig Belgisch senator.

## Levensloop
Crucke werd geboren in een eenvoudig arbeidersgezin. Hij liep school aan het Sint-Antoniuscollege in Ronse en vestigde zich na het behalen van zijn rechtendiploma als advocaat in zijn geboortestad.
Hij werd politiek actief voor de SP en werd voor deze partij in 1982 met een groot aantal voorkeursstemmen verkozen tot gemeenteraadslid van Ronse, waar hij meteen burgemeester werd. Hij bleef dat tot in 1994 en organiseerde in deze functie het Belgisch kampioenschap wielrennen in 1983 en het Wereldkampioenschap wielrennen in 1988. Hij was ook de voorzitter van voetbalclub ASSA Ronse, die onder zijn impuls in 1987 met RFC Renaisien fuseerde. Dit zorgde voor de oprichting van de nieuwe voetbalclub KSK Ronse, waar hij tot eind jaren '90 ook de voorzitter van werd. Als eerbetoon hiervoor werd het stadion van de ploeg herdoopt tot het Orphale Cruckestadion.
Van 1987 tot 1995 zetelde hij eveneens in de Belgische Senaat als provinciaal senator voor Oost-Vlaanderen. Toen Crucke senator werd, had hij net de minimumleeftijd van 40 jaar bereikt.
Na afloop van zijn actieve politiek loopbaan werd Crucke actief als bestuurder van vennootschappen, onder andere in de immobiliënsector. Eind 2016 haalde hij het nieuws toen bleek dat hij als domicilie het belastingparadijs Monaco opgaf.

## Bron
- Laureys, V., Van den Wijngaert, M., De geschiedenis van de Belgische Senaat 1831-1995, Lannoo, 1999.